# Mórágy
Mórágy è un comune dell'Ungheria centro-meridionale di 765 abitanti (dati 2005). È situato nella contea di Tolna.